# 辽宁省民族事务委员会
辽宁省民族事务委员会是中华人民共和国辽宁省人民政府负责民族事务工作的组成部门。与辽宁省宗教事务局一个机构，两块牌子。

## 内设机构
- 办公室
- 政策法规处（清真食品管理处）
- 经济发展处
- 文化教育处
- 少数民族语言文字处
- 宗教一处
- 宗教二处
- 宗教三处
- 宗教四处
- 监督检查处[1]

## 直属机构
- 辽宁省宗教局教育指导中心
- 辽宁省民族宗教问题研究中心
- 辽宁省少数民族服务中心